# Tomáš Kyzlink
Tomáš Kyzlink (Vyškov, 18 giugno 1993) è un cestista ceco.

## Carriera
Con la Rep. Ceca ha disputato due edizioni dei Campionati europei (2017, 2022).

## Palmarès
- Campionato italiano: 1

Reyer Venezia: 2018-19
- Pro B: 1

Bourg-en-Bresse: 2016-17